# Distretto di Tampere
Il distretto di Tampere è un distretto della Finlandia. Si trova nella ex provincia della Finlandia Occidentale, nella regione di Pirkanmaa. Conta 10 comuni e il numero di classificazione LAU 1 (NUTS 4) è 064.
Nel 2013, la popolazione del distretto era di 382.330 abitanti e l'area di 6.201 km².

## Entità
- Hämeenkyrö (Comune)
- Kangasala (Comune)
- Lempäälä (Comune)
- Nokia (Città)
- Orivesi (Città)
- Pirkkala (Comune)
- Pälkäne (Comune)
- Tampere (Città)
- Vesilahti (Comune)
- Ylöjärvi (Città)